# Je crois que j'aime ma femme
Pour plus de détails, voir Fiche technique et Distribution.
Je crois que j'aime ma femme (I Think I Love My Wife) est un film américain réalisé par Chris Rock, sorti en 2007. C'est le remake du film français L'Amour l'après-midi (1972).

## Synopsis
Richard Cooper a presque tout pour être parfaitement heureux : il réussit sur le plan professionnel, est heureux en couple avec sa femme Brenda avec qui il a deux enfants et vit dans une belle maison en banlieue de New York. Seule sa vie sexuelle est sur le déclin. Richard s'ennuie et fantasme sur d'autres femmes. Il retrouve Nikki, une amie qu'il avait perdu de vue, et celle-ci vient régulièrement le voir à son bureau sous divers prétextes, mettant sa fidélité à l'épreuve et alimentant la rumeur parmi ses collègues de travail.

## Fiche technique
- Titre original : I Think I Love My Wife
- Réalisation : Chris Rock
- Scénario : Chris Rock et Louis C.K.
- Photographie : William Rexer
- Montage : Wendy Greene Bricmont
- Musique : Marcus Miller
- Sociétés de production : Fox Searchlight Pictures, UTV Motion Pictures et Zahrlo Productions
- Sociétés de distribution : Fox Searchlight Pictures (États-Unis), 20th Century Fox (France)
- Budget : 11 000 000 $[1]
- Pays d'origine :  États-Unis
- Langue originale : anglais
- Format : couleur - 1,85:1 - Dolby Digital
- Genre : comédie romantique
- Durée : 94 minutes
- Dates de sortie : 
  -  États-Unis : 16 mars 2007
  -  France : 29 août 2007

## Distribution
- Chris Rock (VF : Cyril Gueï) : Richard Cooper
- Kerry Washington (VF : Mbembo) : Nikki Tru
- Gina Torres (VF : Nicole Dogue) : Brenda Cooper
- Steve Buscemi (VF : Daniel Lafourcade) : George
- Edward Herrmann (VF : Bruno Raffaelli) : M. Landis
- Welker White : Mary
- Samantha Ivers (VF : Delphine Rich) : Tracy
- Michael K. Williams : Teddy
- Stephen A. Smith (VF : Pascal Nzonzi) : Allan
- Cassandra Freeman (VF : Félicité Wouassi) : Jennifer
- Wendell Pierce (VF : Jean-Michel Martial) : Sean

Source et légende : version française (VF)  sur Voxofilm.

## Accueil
Le film a rapporté 12 550 000 $ au box-office américain.
Il obtient 19 % de critiques positives, avec une note moyenne de 4,6/10 et sur la base de 113 critiques collectées, sur le site Rotten Tomatoes. Sur Metacritic, il obtient un score de 49/100 sur la base de 30 critiques collectées .